# Orungan
Nella religione yoruba, Orungan era figlio di Yemaja e Aganju.
Una volta ha violentato sua madre, e mentre tentava di violentarla una seconda volta, Yemaja per impedirlo, esplose dal proprio ventre i quindici Orisha.